# ガウス積分

関数 y = exp(−x2) のグラフと x 軸で囲まれた部分の面積 (= √) がガウス積分を表す。

ガウス積分（ガウスせきぶん、英: Gaussian integral）あるいはオイラー＝ポアソン積分（オイラーポアソンせきぶん、英: Euler–Poisson integral）はガウス関数 exp(−x2) の実数全体での広義積分：
{\displaystyle \int _{-\infty }^{+\infty }e^{-x^{2}}\,{\rm {d}}x={\sqrt {\pi }}}
のことである。名称は、数学・物理学者のカール・フリードリヒ・ガウスに由来する。
この積分の応用は広い。例えば、変数の微小変化に伴う正規分布の正規化定数の計算に用いられる。積分の上の限界を有限な値に替えることで、誤差関数や正規分布の累積分布関数とも深く関連する。
誤差関数を表す初等関数はリッシュのアルゴリズムにより存在しないことが証明できるが、ガウス積分の値は微分積分学の道具立てを用いて解析的に求めることが可能である。つまり、初等関数としての不定積分 {\displaystyle \textstyle \int e^{-x^{2}}\,{\rm {d}}x} は存在しないが、定積分 {\displaystyle \textstyle \int _{-\infty }^{+\infty }e^{-x^{2}}\,{\rm {d}}x} は評価することができるのである。
ガウス積分は物理学で非常に頻繁に現れ、またガウス積分の様々な一般化が場の量子論に現れる。

## 積分値の計算

### 極座標を用いて
ガウス積分を求める標準的な方法として、以下のアイデアはポアソンまで遡れる：
平面 R2 上の函数 exp{−(x2 + y2)} = exp(−r2) を考え、これを2通りの方法で計算する。
1. 一つは直交座標系に関する二重積分として計算し、その値は求める値の平方になることを確かめる。
2. いま一つは極座標系に関する二重積分（いわゆるバウムクーヘン積分）として計算し、その値が π となることを確かめる。

広義積分が現れることに注意して、これら2つの計算を比較して積分の値が求まる。即ち、面積要素 dA が xy-直交座標系では dA = dx dy, rθ-極座標系では dA = r dr dθ で与えられることに注意すれば、
{\displaystyle {\begin{aligned}\int _{\mathbb {R} ^{2}}\exp(-(x^{2}+y^{2}))\,dA=\int _{-\infty }^{\infty }\int _{-\infty }^{\infty }e^{-(x^{2}+y^{2})}\,dx\,dy=\left(\int _{-\infty }^{\infty }\exp(-t^{2})\,dt\right)^{2},\end{aligned}}}
と計算でき（フビニの定理を用いる。そのための正当性については下記を参照）、および
{\displaystyle {\begin{aligned}\int _{\mathbb {R} ^{2}}\exp(-(x^{2}+y^{2}))\,dA&=\int _{0}^{2\pi }\int _{0}^{\infty }\exp(-r^{2})\,r\,dr\,d\theta \\&=2\pi \int _{0}^{\infty }r\exp(-r^{2})\,dr=\pi \int _{-\infty }^{0}e^{s}\,ds=\pi \end{aligned}}}
と計算できる。後者では s = −r2 なる置換を行って、ds = −2r dr となることを用いている。さてこれらの結果から
{\displaystyle \left(\int _{-\infty }^{\infty }\exp(-x^{2})\,dx\right)^{2}=\pi }
であり、符号を考慮して
{\displaystyle \int _{-\infty }^{\infty }\exp(-x^{2})\,dx={\sqrt {\pi }}}
を得る。
上記の考察において、広義二重積分や二つの式を等しいとおいたことに対する正当性を再考しておこう。まずは近似函数
{\displaystyle I(a)=\int _{-a}^{a}\exp(-x^{2})\,dx}
を考える。求めるガウス積分が絶対収斂ならば、それはコーシー主値、即ち
{\displaystyle \lim _{a\to \infty }I(a)}
なる極限によって求められることになる。これを見るには、
{\displaystyle \int _{-\infty }^{\infty }|\exp(-x^{2})|\,dx<\int _{-\infty }^{-1}-x\exp(-x^{2})\,dx+\int _{-1}^{1}\exp(-x^{2})\,dx+\int _{1}^{\infty }x\exp(-x^{2})\,dx<\infty }
が成り立つという事実を確かめればよい。故に I(a) の平方をとれば
{\displaystyle I(a)^{2}=\int _{-a}^{a}\int _{-a}^{a}\exp(-(x^{2}+y^{2}))\,dx\,dy}
と書くことができて、フビニの定理により、これは xy-座標平面における面積分
{\displaystyle \int \exp(-(x^{2}+y^{2}))\,dA}
に等しいことが確かめられる。ただし、積分域は {(−a, a), (a, a), (a, −a), (−a, −a)} を頂点集合とする正方形である。
指数函数は全実数に対して正の値を取るから、上記の積分域の内接円上での積分は I(a)2 よりも小さく、同様に外接円上での積分は I(a)2 よりも大きい。これら二つの円板上での積分は、直交座標系から極座標系へ
{\displaystyle x=r\cos \theta ,\quad y=r\sin \theta ,\quad dx\,dy=rdr\,d\theta }
なる標準的な変換でうつれば容易に計算できるから、積分を実行して
{\displaystyle \pi (1-e^{-a^{2}})<I(a)^{2}<\pi (1-e^{-2a^{2}})}
なる評価を得ることができる。a → ∞ なる極限をとれば、はさみうちの原理によって等式
{\displaystyle \left(\int _{-\infty }^{\infty }\exp(-x^{2})\,dx\right)^{2}=\pi }
が正当化できる。

### 直交座標を用いて
ガウス積分を計算する別な方法として、以下はラプラス (1812) にまで遡れる。
{\displaystyle y=xs,\quad dy=x\,ds}
と置くと、y を ±∞ へ近づけるとき s の極限は x の符号で決まるから、exp(−x2) が偶函数ゆえに実数全体にわたる積分が正の実数全体にわたる積分の 2 倍となること、つまり
{\displaystyle \int _{-\infty }^{\infty }e^{-x^{2}}\,dx=2\int _{0}^{\infty }e^{-x^{2}}\,dx}
であることを利用すれば計算が簡単になる。即ち、積分範囲を x ≥ 0 に限れば、変数 y と s とは同じ極限を持ち、
{\displaystyle I^{2}=4\int _{0}^{\infty }\int _{0}^{\infty }e^{-(x^{2}+y^{2})}dy\,dx}
が成り立つ。故に
{\displaystyle {\begin{aligned}{\frac {I^{2}}{4}}&=\int _{0}^{\infty }\left(\int _{0}^{\infty }e^{-(x^{2}+y^{2})}\,dy\right)\,dx=\int _{0}^{\infty }\left(\int _{0}^{\infty }e^{-x^{2}(1+s^{2})}x\,ds\right)dx\\[5pt]&=\int _{0}^{\infty }\left(\int _{0}^{\infty }e^{-x^{2}(1+s^{2})}x\,dx\right)\,ds={\frac {1}{2}}\int _{0}^{\infty }{\frac {ds}{1+s^{2}}}\\[5pt]&=\left.{\frac {1}{2}}\arctan s\,\right|_{0}^{\infty }={\frac {\pi }{4}}\end{aligned}}}
となり、所期の I = √π を得る。

### ウォリスの公式を用いて
ウォリス積分における公式を用いて証明することができる。
1. {\displaystyle x\geq 0} で {\displaystyle 1-x^{2}\leq e^{-x^{2}}\leq {\frac {1}{1+x^{2}}}} が成り立つことを、微分法により示す
2. 自然数 n に対して
{\displaystyle \int _{0}^{\pi /2}\sin ^{2n+1}\theta \,d\theta <\int _{0}^{\infty }e^{-nt^{2}}\,dt<\int _{0}^{\pi /2}\sin ^{2n-2}\theta \,d\theta }
が成り立つことを示す
3. {\displaystyle \int _{-\infty }^{\infty }e^{-x^{2}}\,dx=2{\sqrt {n}}\int _{0}^{\infty }e^{-nt^{2}}\,dt} は n → ∞ のとき √π に収束することをウォリスの公式により示す

## ガンマ関数との関係
被積分関数が偶関数ゆえ
{\displaystyle \int _{-\infty }^{\infty }\exp(-x^{2})\,dx=2\int _{0}^{\infty }\exp(-x^{2})\,dx}
が成り立ち、これに変数変換 x = t1/2 を行えばオイラー積分
{\displaystyle 2\int _{0}^{\infty }\exp(-x^{2})\,dx=2\int _{0}^{\infty }{\frac {1}{2}}\exp(-t)\,t^{-1/2}\,dt=\Gamma \left({\frac {1}{2}}\right)={\sqrt {\pi }}}
が得られる。ここで Γ はガンマ関数。この式は、半整数値の階乗が √π の有理数倍となる理由を示している。より一般に、
{\displaystyle \int _{0}^{\infty }\exp(-ax^{b})\,dx={\frac {1}{b}}a^{-1/b}\,\Gamma \left({\frac {1}{b}}\right)}
が成り立つ。

## 一般化

### ガウス関数の積分
勝手なガウス函数の積分は
あるいは
で与えられる
。

### 多変数化
A = (αij) が正定値対称（従って可逆な）共変行列（二階共変テンソル）ならば
が成り立つ。ここで積分は Rn 全体でとる。この事実は多変数正規分布の研究に応用される。
また、
が成立する。ここで、σ は {1, ..., 2N} の置換であり、右辺に現れる余分な因子は A−1 の N 個のコピーを {1, ..., 2N} の組合せ対 (combinatorial pairing) の全体に亘って加えた和を意味する。
あるいはまた、A−1 = (βij) として
がいくつかの解析関数 f に対して成立する。f は増加具合が適当に制限されているとかあるいはほかの技術的な判定条件を満足する必要がある。これは特定の関数に対してはうまく行くがそうでないものもある。たとえば多項式ならば成立する。また微分作用素変数の指数関数 exp は冪級数として理解され、あらたな微分作用素を定めるものである。
さらに無限次元への一般化としての汎関数積分には厳密な定義は無く、多くの場合それは計算的でさえないが、ガウス汎関数積分を有限次元の場合の類似物として「定義」することができる。もちろん問題はあって、単純に有限次元の場合の式を無限次元の場合に適用しようとすれば (2π)∞ は無限大に発散してしまうし、汎函数行列式 (functional determinant) も一般には無限大となりうる。これらのことを考慮して比
のみを考えることにするならばガウス汎関数積分を扱うことができるという意味である。ドヴィット記法 (deWitt notation) を使えば、この等式は有限次元の場合と同じ形に書くことができる。

### 一次の項を持つ多変数ガウス積分
A = (αij) をやはり正定値対称行列として
が成り立つ。ただし、b = (bi) で t は行列の転置とする。

### 被積分函数の多項式倍
同様の積分として、
が成立する。これらを導出するには積分記号下での微分法を用いるのが簡便である：

### 冪指数が高階多項式の場合
被積分函数の冪指数がもっと別の偶数次多項式に変わった場合も、級数解は容易に計算することができる。例えば四次多項式を冪指数とする指数函数の積分は
で表される。n + p = 0 mod 2 であることが要求されるのは、−∞ から 0 までの積分が各項に (−1)n + p/2 なる因子として寄与し、0 から +∞ までの積分が各項に 1/2 の因子として寄与することによる。これらの積分は場の量子論に属する話題である。